# Darius Milhaud
Darius Milhaud (ur. 4 września 1892 w Marsylii, zm. 22 czerwca 1974 w Genewie) – kompozytor francuski.

## Życiorys
Był potomkiem rodziny żydowskiej, zamieszkałej od pokoleń w Prowansji. W wieku 7 lat rozpoczął naukę gry na skrzypcach. Jego pierwsze kompozycje powstały w roku 1905. W roku 1909 rozpoczął naukę w Konserwatorium Paryskim, najpierw wiolinistyki, od roku 1912 kompozycji. Jego profesorami byli m.in. Charles-Marie Widor (kompozycja) i Vincent d’Indy (dyrygentura).
W roku 1912 poznał poetę Paula Claudela; przyjaźń z nim przetrwała przez całe życie.
Gdy Claudel w 1916 został ambasadorem Francji w Rio de Janeiro, Milhaud objął posadę attaché ambasady. Tam zapoznał się z brazylijską muzyką ludową i popularną.
Po powrocie do Francji w 1918 spotkał poetę Jeana Cocteau i kompozytora Erika Satiego. Został członkiem grupy kompozytorów Les Six.
W 1922 w czasie podróży po USA miał okazję zapoznać się z jazzem.
W 1925 ożenił się z kuzynką Madeleine Milhaud, autorką librett do jego utworów scenicznych.
Po wybuchu II wojny światowej wyjechał do USA. Wykładał do roku 1971 kompozycję na Mills College w Oakland w Kalifornii. Od zakończenia wojny wykładał kompozycję również w Konserwatorium Paryskim do roku 1972.
Wśród jego uczniów byli muzycy różnych kierunków, jak muzyk jazzowy Dave Brubeck, pianistka Yvonne Loriod, minimalista Steve Reich, twórca symfonii Allan Pettersson i kompozytorzy awangardy Karlheinz Stockhausen, Larry Austin i Iannis Xenakis.

## Twórczość
Komponował opery, symfonie, balety, pieśni i utwory instrumentalne. Skomponował ponad 400 utworów. Warto zwrócić tutaj uwagę choćby na szczególną, kilkuminutową formę operową, której przykładami są choćby Porwanie Europy, Porzucenie Ariadny i Wyzwolenie Tezeusza.
Był członkiem honorowym Międzynarodowego Towarzystwa Muzyki Współczesnej (ISCM).